# Casermette di Sant'Agostino
(doge Giustiniani-1575)
Le casermette di Sant'Agostino sono una ex struttura militare costruita nel XVI secolo dedicata agli alloggi della milizia edificata con le mura veneziane a sud del chiostro maggiore della chiesa di Sant'Agostino in prossimità della porta omonima e del grande parco della Fara diventata nel XX secolo sede degli uffici dell'Università degli Studi di Bergamo.

## Storia
Non si conosce l'esatta data di costruzione della struttura anche se il nome prende riferimento all'impiego dei locali che fungevano da alloggio per i militari della Serenissima d'istanza a Bergamo, durante la repubblica veneta, proprio questo e la locazione fa pensare che sia stata edificata con le mura veneziane e con la porta agostiniana. Probabilmente costruita proprio a difesa dei lavori di elevazione delle strutture murarie. Era visibile sui muri degli acquartieramenti, una lapide con la scritta Caserma Grande della Fara.

L'edificazione delle mura di Bergamo ebbe inizio nel 1561, già nel 1563 si pose il problema di dove potevano stanziare i militari della città dogale che venivano ospitati nelle abitazioni private con molte difficoltà e il 20 maggio si riunì il Maggior Consiglio emanando un'ordinanza: 
(Azioni del Consiglio-Archivio storico di Bergamo)
A conferma vi è la relazione di Giovanni Da Lezze il quale nel 1596, scriveva che nella città orobica chi erano cinque capitani stanziati presso ogni porta tra cui anche quella di Sant'Agostino. Risultano che capitani dell'appostamento della porta agostiniana furono Bartolomeo Vitturi e poi Onfredo Giustiniani mentre podestà era il veneziano Gabriele Corner.
I locali mantennero questa destinazione d'uso per ben quattro secoli, fino alla metà del XX secolo, diventando abitazione anche delle truppe francesi durante l'occupazione napoleonica, diventando di proprietà dell'amministrazione comunale di Bergamo, con tutto il grande impianto della chiesa agostiniana e dei suoi chiostri, risalenti al XV secolo.
Molto complesso fu l'acquisto dell'immobile con tutti quelli posti sul sito, da parte dell'amministrazione comunale di Bergamo che erano di proprietà del Genio Militare.

Nel 1913 durante lavori di posa dell'acquedotto comunale, crollò una parte del muro di cinta del grande complesso di sant'Agostino con il coinvolgimento di sei operai, e conseguente demolizione della parte restante del muro con assunzione di responsabilità da parte dell'amministrazione comunale. Ebbe così inizio un periodo di studi di sviluppo urbanico della zona. Il 19 febbraio 1913 l'amministrazione inviò un progetto al Genio Militare che gestiva gli immobili per una nuova urbanizzazione del territorio, che si aggiungeva ai già importanti lavori che si stavano realizzando sul comune come il nuovo viale Vittorio Emanuele che univa le due parti cittadine, quella bassa a quella alta. Il progetto comprendeva un ampliamento della zona antistante le casermette per permettere una migliore viabilità. Non fu subito accolto dal Genio Militare che lo riteneva penalizzante per il movimento dei mezzi pesanti. Fu quindi preparato un nuovo studio presentato il 19 agosto del 1915 che però cadde nel silenzio. Solo nel 1921 l'Ufficio delle Fortificazioni di Brescia intervenne direttamente accettando quello che era il programma iniziale. Ma non venne realizzato per diversi situazioni sia storiche che burocratiche fino al 1958 quando l'amministrazione nuovamente contattò il Genio Militare per ottenere nuove autorizzazioni all'allargamento del sito in quanto la viabilità era in difficoltà a causa del continuo incrementarsi della circolazione. L'atto fu firmato il 16 marzo 1960 dal sindaco Costantino Simoncini per l'acquisto dell'edificio della casermette al prezzo di un milione. Le modifiche attutate con il Piano di Risanamento di città alta da Luigi Angelini nel 1932 avevano già conferito alla città maggior funzionalità. Tutti gli edifici pubblici comprese le carceri di sant'Agata, erano state ormai decentrati, con il conseguente allontanamento dei residenti che preferivano scendere nella parte bassa dove i servizi erano maggiormente accessibili. Serviva quindi un risanamento che fosse anche conservativo, e il sito di sant'Agostino si presentava come essere il più importante e di grande interesse, un contenitore che non poteva più avere la sua originaria funzione, e che richiede un nuovo orientamento.
Tutto il complesso richiedeva però un grande piano di recupero, che doveva rispondere alla dichiarazione che aveva fatto il sindaco: Bergamo Città Universitaria, rispondendo anche a una necessità di spazi che l'università di Bergamo aveva. Non fu certo un progetto facile, e subito condiviso. Solo nel 2003 fu approvato il programma di intervento che permetteva il recupero dei locali e degli stabili atti a diventare aule universitarie.
Nel 2013, successivamente al recupero dei locali diventati aule universitari, l'amministrazione comunale è intervenuta con un importante lavoro di restauro che ha riportato alla luce gli affreschi presenti sulla fascia superiore della facciata con un alternarsi di cartigli, gli stemmi dei podestà cittadini veneti presenti sul territorio dal 1619 al 1625, lavori di discalbatura che hanno rinvenuto anche la data MDLXXXIIII, confermano il periodo di costruzione. I lavori iniziati nel 2011 furono  dall'architetto Angelo Bruni.

## Descrizione
La presenza del complesso è rilevabile anche dall'Estratto della Pianta della città di Bergamo sua fortezza, lavoro di Richeli del 1747 che riportava la dicitura di un cartiglio presente sui muri dell'edificio: Quartieri per allogiar la truppa che in tutti alloggiano 1500 persone, comodamente et in Fortezza pure vi è per loggiar da 100 soldati.

Gli alloggi militari dovevano rispondere ad alcune necessità, in particolare dovevano essere predisposte a difesa da attacchi di eventuali nemici, doveva essere servita da corsi d'acqua e aver spazi sufficienti per le esercitazioni, e la posizione dei nuovi alloggiamenti rispondevano perfettamente a queste esigenze. Una pittura di Luigi Deleidi del 1815 raffigura proprio le esercitazioni militari delle truppe in prossimità dell'edificio. Dal dipinto si rileva anche che non vi sono state modifiche o ristrutturazioni della costruzione originale fino al '900, se non nuove chiusure o aperture per rispondere alle esigenze militari e di truppa. Quindi la struttura iniziale era ordinato e lineare, con una galleria presente nella parte posteriore che collegava le camerate e i locali comuni, spazio che rispondeva non solo alla necessità di collegamento ma anche come eventuale via di fuga se la caserma avesse subito un attacco.
L'edificio si presentava a forma ennagonale composto da due corpi disposti con angolo di 140° per una lunghezza di 30-40 m. e la profondità di 9.27 m. La struttura aveva la caratteristica degli edifici militari, lunga e bassa con angoli composti in bugnato di pietra a rafforzare le mura, bugnato che proseguiva sulla parte inferiore della facciata terminante con un cordolo sempre in pietra. Nella parte superiore vi sono finestre, e la facciata termina con una fascia affrescata.

### Stemmi e panoplie
Si deve ai Canonici Agostiniani, l'erezione del Campanile ettagonale, probabilmente unico in Italia. Esso è arricchito da monofore e decorazioni in cotto ad archetti ciechi intrecciati. E' convinzione unanime che i setti lati, rappresentino i Sacramenti. La torre è pendente, a causa del terremoto del 1802.
Il registro superiore della facciata presenta affreschi di con le arme del tempo, era abbastanza usuale nel tempo presentare i blasoni dei nobili e capitani che governavano. Vi sono anche cartigli tipici nella forma del Seicento cittadino. La serie di affreschi si può dividere in due parti, quella che raffigura le panoplie con i diversi simboli della potente Serenissima che governava mare e terra.
Gli stemmi rappresentano i capitani, raffigurati con i colori rossi, e gli amministratori cittadini rilevabili dal colore bianco.
Gli stemmi iniziano con il riquadro a sinistra dove si intravede la coda e una zampa del leone marciano, raffigurante Venezia, inserito in un paesaggio montano con corsi d'acqua.
Successivi gli stemmi della famiglia veneziana Corner e dei Giustiniani, erano questi infatti il capitano Gabriele Corner e il podestà Onogredo Giustiniani nel 1574 di Bergamo. Seguono lo stemma della famiglia Bembo, aveva infatti l'incarico di camerlengo Giovanni Mattia Bembo.  Successivo è lo scudo con i colori giallo oro che potrebbe rappresentare la città di Bergamo, posta in modo onorifico accanto alle grandi famiglie veneziane. Il blasone della famiglia Contarini, ricondurrebbe al podestà sia Alessandro, che ne coprì il ruolo nel 1583 che Giulio podestà di Bergamo tra il 1604 e il 1610. Il successivo stemma sempre della famiglia Contarini è però riferibile a Andrea podestà nel 1583. Successivo lo stemma del casato Moceningo, questa famiglia ebbe un ruolo importante della città dogale, tra questi serve ricordare ii capitani  Lazzaro e Alvise II mentre Iseppo Donato camerlengo nel 1623. Termina lo stemma ancora della famiglia Giustiniani dove su campo verde compaiono le due aquile d'oro coronate dalla croce nascente e poste sopra il mondo azzurro. Questo stemma è riconducibile alla nomina nel 1583 a podestà di Marco Giustiniani.
Gli stemmi sono alternati con affreschi raffiguranti armi e armature che nel XVI secolo sono considerate pitture celebrative, riprendono infatti incisioni di Enea Vico risalenti al 1550.
Gli archivi di Bergamo conservano pagamenti che il Consiglio Maggiore cittadino fece a diversi artisti che avrebbero eseguito lavori nei palazzi del potere. Se per molte opere cittadine si ha l'assegnazione a Giovan Battista Guarinoni d'Averara ma nulla di ufficiale ne in pagamenti ne in firma è stato rilevato, sicuramente sono pitture eseguite da un artista di ottima capacità figurativa.